# موسيقى الروك في تونس
 موسيقى الروك في تونس  بدأت موسيقى الروك في تونس بالظهور بشكل تدريجي في اوئل السبعينات و ثمانينات القرن الماضي عبر القنوات التلفازية و الراديو خاصة في فئة الشباب الذين بدأو في الاستماع الى الفرق العالمية في ذلك الوقت مثل بلاك سابث و ليد زبلين و أيه سي/دي سي و اخرون معروفين في عالم الروك.

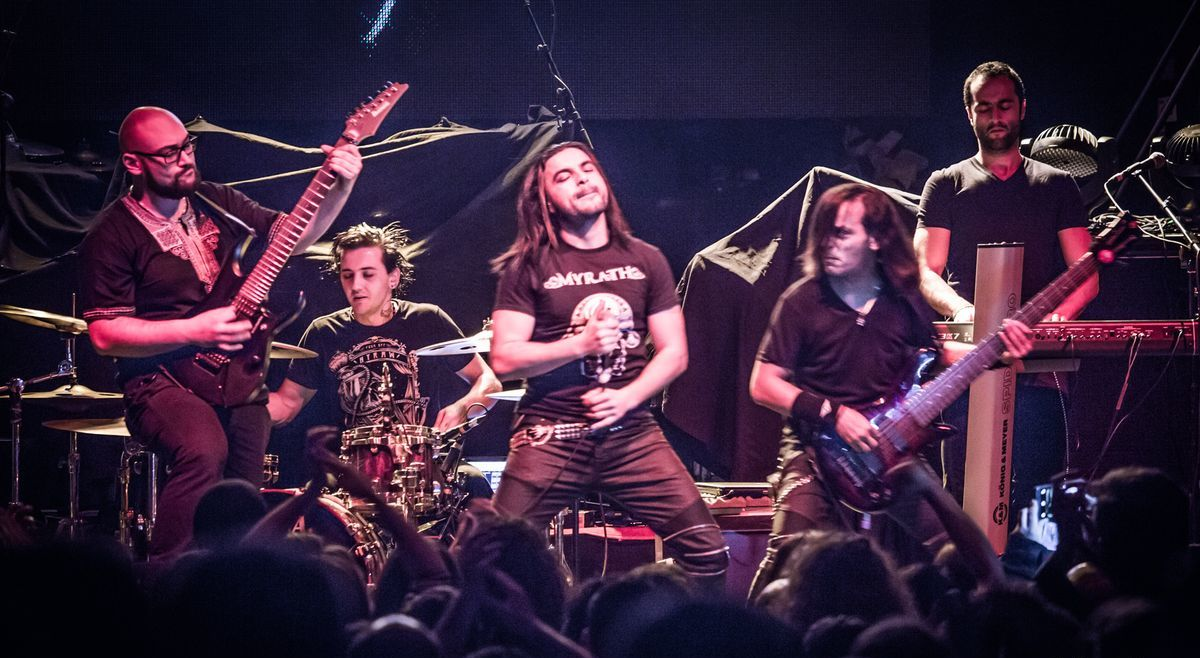
فرقة ميراث أثناء حفلة في مدريد.

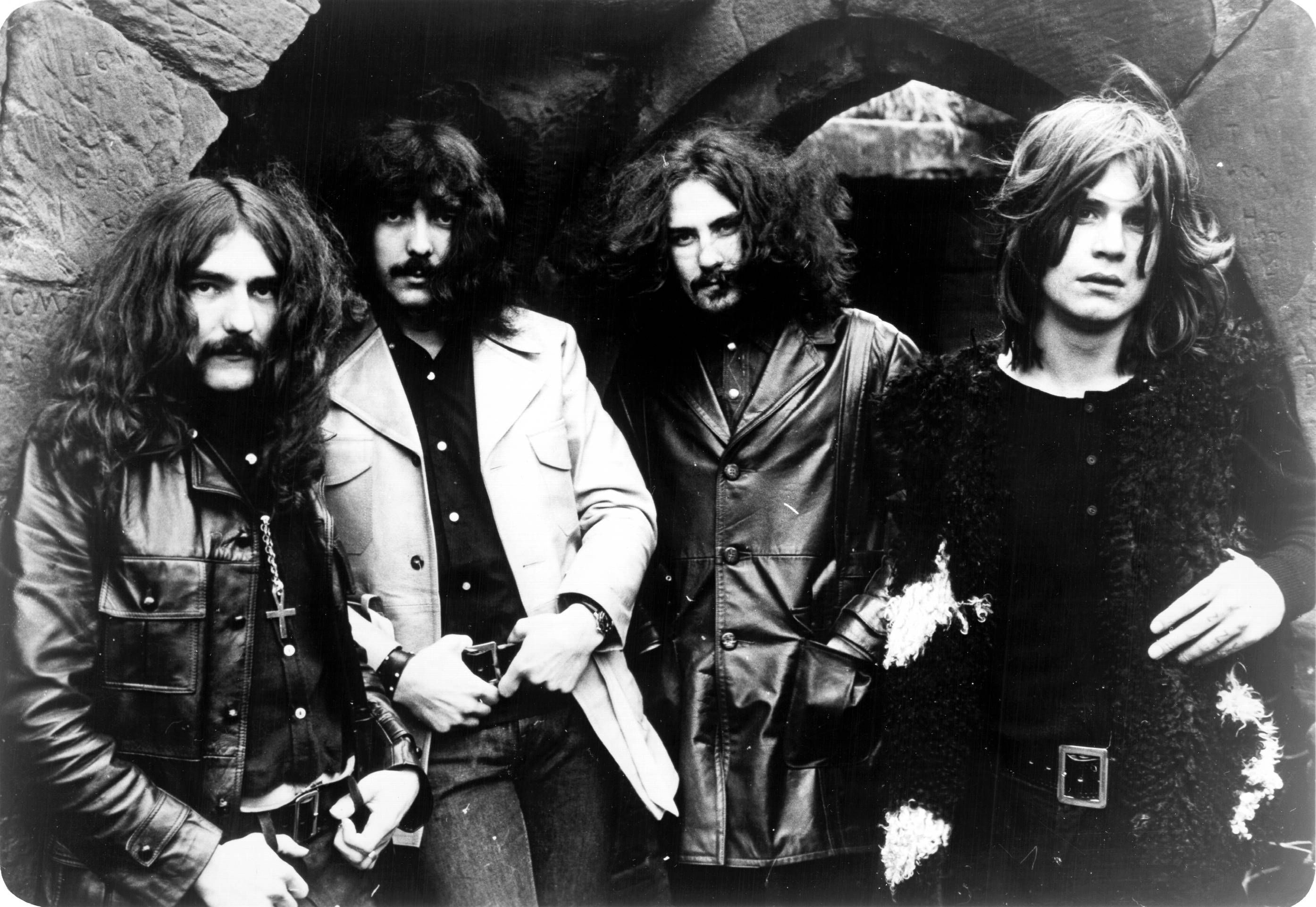
فرقة بلاك سابث محبوبة الجماهير في تونس في السبعينات.

في أواخر التسعينات و بداية الالفينات بدأت بظهور أول الفرق التونسية لموسيقى الروك و الهيفي الميتال ، عن طريق ثلة من الشباب في ضواحي العاصمة تونس مثل فرقة ميراث و بيرسونا و اخرون أيضاً ، و بعد عام 2010 بدأت أيضاً انماط و فرق أخرى تظهر في تونس مثل فرقة مزاج وهي فرقة مختصة في بوب روك ، و مع كل هذا زادات شعبية الروك في المجتمع التونسي بشكل كبير جداً و غير متوقع وخاصة في فئة الشباب و المراهقين .

## النمط الموسيقي
بالنسبة لفرق الروك و الميتال التونسية تعرف بتميزها بنمط خاص عن طريق مزج موسيقى الروك و الميتال بالأنماط التقليدية الشعبية التونسية في بعض الأحيان مثل بعض أغاني فرقة ميراث و فرق أخرى ، كما ان فرق مثل مزاج تستعمل اللهجة التونسية في أغلب اغانيها ، و نذكر على سبيل المثال ان بعض اغاني الحضرة و المالوف تمزج بموسيقى الروك احيانا في بعض الحالات .

## نظرة المجتمع التونسي

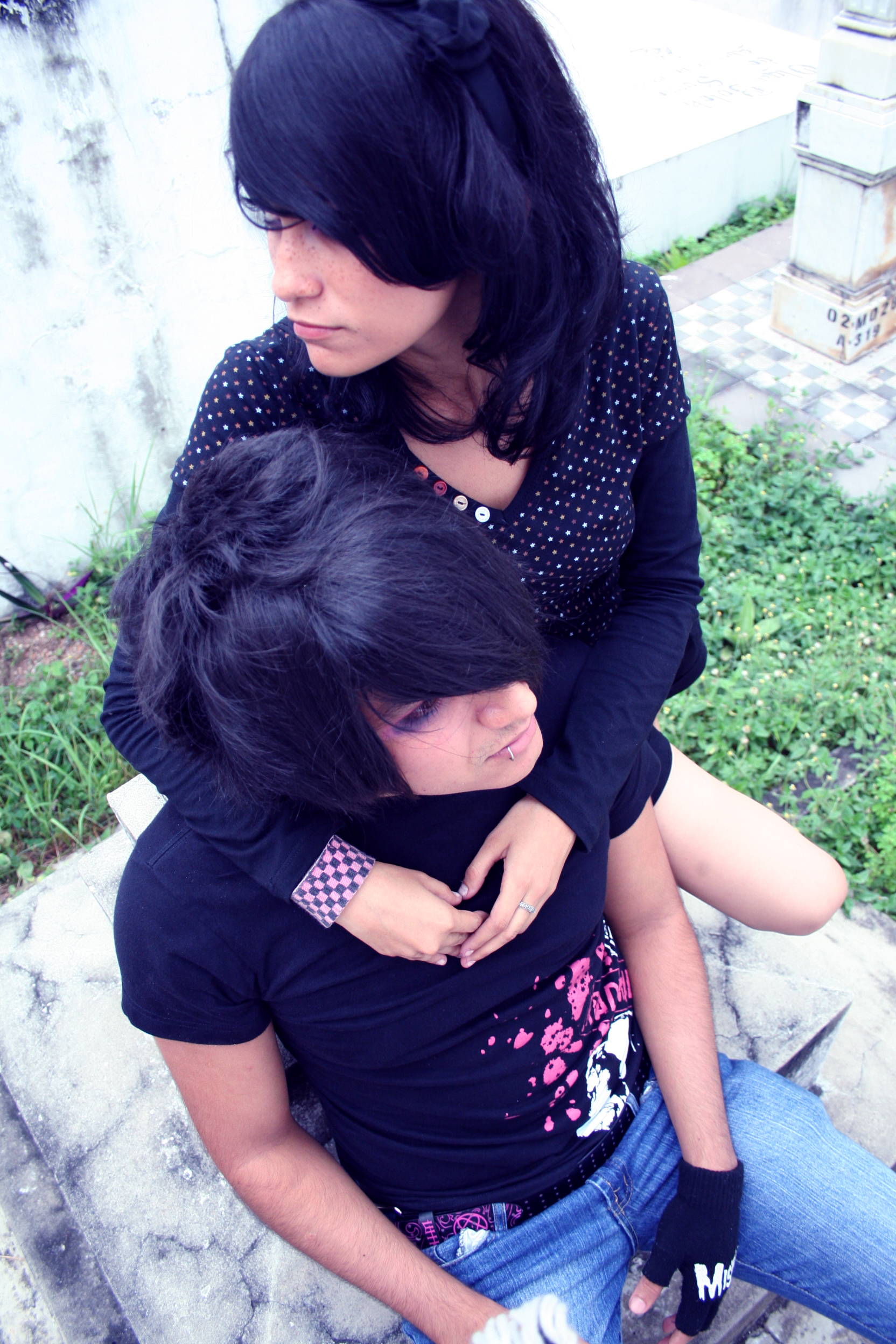
رجل و صديقته بملابس الأيمو في احدى الأماكن

كانت قد دخلت موسيقى الروك في المجتمع التونسي كالعديد من الأنماط الاخرى مثل البوب و الراب التي كانت تسمع عادة في فئة الشباب و كنوع جديد من الموسيقى الشبابية و الصاخبة و قد اعجب الكثير من الشباب و غير الشباب بهذا النوع من الموسيقى ، و كان لدى الروك تأثير كبير حتى على مستوى الشخصية و السلوك و حتى المزاج الشخصي ، و لكن مهما ذلك الأمر كان هناك البعض من الأشخاص في المجتمع التونسي و خاصة المجتمع الغير الشبابي في تونس ينتقدون موسيقى الروك و الميتال و المستمعين له بأتهمه بأن هذه ثقافة دخيلة على المجتمع التونسي و حتى ان البعض اتهم مستمعي موسيقى الروك و الميتال و البانك بأنهم يستمعون الى موسيقى شيطانية و ذات رموز و شعارات مشفرة ، كما قال البعض من النقاد ان موسيقى الروك و الميتال تحوي كلمات شيطانية و تشجع على العنف ، فيما نفى محبي الروك كل هذه الاتهامات الموجهة لهم و اتهمو هذه الاتهامات الموجهة لهم بالرجعية و التخلف و الانغلاق ، حيث ان جماهيرية موسيقى الروك في تونس تزداد يوم بعد يوم أيضاً.

## اشهر فرق الروك التونسية
- ميراث
- بيرسونا
- مزاج
- قرطاجوز
- برزخ